# Cuvieria huxleyi
Cuvieria huxleyi is een hydroïdpoliep uit de familie Dipleurosomatidae. De poliep komt uit het geslacht Cuvieria. Cuvieria huxleyi werd in 1879 voor het eerst wetenschappelijk beschreven door Haeckel. 